# ديفيد ر. بين
ديفيد ر. بين (بالإنجليزية: David R. Bean)‏ هو سياسي أمريكي، ولد في 1827. حزبياً، نشط في الحزب الجمهوري. وقد انتخب عضو جمعية ولاية ويسكونسن.